# Jeff Doucette
Jeff Doucette est un acteur américain né en 1947 à Milwaukee, dans le Wisconsin (États-Unis).

## Filmographie
- 1978 : The Comedy Company (TV) : Red
- 1979 : Fairy Tales : Jack
- 1979 : Scooby-Doo et Scrappy-Doo (Scooby-Doo and Scrappy-Doo) (série télévisée) : Additional Voices (voix)
- 1981 : Les Schtroumpfs (Smurfs) (série télévisée) : Additional Voices (voix)
- 1983 : The Kid with the 200 I.Q. (TV)
- 1983 : Monchhichis (série télévisée) (voix)
- 1984 : Love Letters : Hippy
- 1984 : Splash de Ron Howard : Junior
- 1982 : Newhart (série télévisée) : Harley Estin (1984-1988)
- 1984 : E/R (série télévisée) : Bert (1984-1985)
- 1986 : Mystérieusement vôtre, signé Scoubidou (The All-New Scooby and Scrappy-Doo Show) (série télévisée) (voix)
- 1986 : La Dernière Passe (The Best of Times) : Olin
- 1988 : Two Idiots in Hollywood (en) de Stephen Tobolowsky : Taylor Dup
- 1989 : Hägar the Horrible (TV) : Lucky Eddie / Joe (voix)
- 1989 : Terreur sur l'autoroute (Terror on Highway 91) (TV)
- 1989 : Alien Nation (TV) : Burns
- 1989 : Cranium Command : Bladder
- 1990 : Soldat Cyborg (Syngenor) : David Greenwait
- 1990 : Martians Go Home : Radio / TV Announcer
- 1992 : Mom and Dad Save the World de Greg Beeman : Captain Destroyer
- 1994 : Lies of the Heart: The Story of Laurie Kellogg (TV) : Ed Francis
- 1994 : Code Lisa (Weird Science) (série télévisée) : Al Wallace
- 1994 : Midnight Runaround (TV) : Orvis
- 1994 : Les Soupçons d'une mère (Someone She Knows) (TV) : Deputy Olsen
- 1995 : Zero Tolerance : Cop
- 1995 : Across the Moon : Mean Guard
- 1997 : Accès refusé (Access Denied) : Sheriff
- 1997 : Les Enragés (The Rage) : Dr. Arnold
- 1998 : Docteur Dolittle (Doctor Dolittle) : Possum (voix)
- 1998 : Le Dentiste 2 (The Dentist 2) de  Brian Yuzna : Jeremy Wilkes
- 1998 : Babylon 5: The River of Souls (TV) : 2d Man
- 2000 : Endiablé (Bedazzled) : Desk Sergeant
- 2001 : The Mangler 2 (vidéo) : Janitor Bob
- 2002 : Buttleman : Wally
- 2005 : The Gentle Barn : Thomas
- 2005 : Little Athens : M.. Carson
- 2005 : Malcolm (Série télé) - Saison 7, épisode 1 : "Nate" un habitué du festival Burning Man
- 2022 : Gaslit (mini-série)
- 2022 : American Horror Stories : Henderson (saison 2, épisode 7)